# Nyctemera melas
Nyctemera melas är en fjärilsart som beskrevs av Johannes Karl Max Röber 1891. Nyctemera melas ingår i släktet Nyctemera och familjen björnspinnare. Inga underarter finns listade i Catalogue of Life.